# Букит-Тимах (природный заповедник)
Природный заповедник Букит-Тимах — небольшой, 1.64 квадратных километра (400 акров), природный заповедник около географического центра Сингапура, расположенный на склонах холма Букит-Тимах, высшей точки Сингапура в 163.63 метра в высоту. Заповедник находится в 12 километрах от Делового центра в Центральном районе Сингапура.
Несмотря на свой маленький размер заповедник поражает богатством и разнообразием флоры и фауны, что отмечал даже Уоллес, Альфред Рассел, британский натуралист конца XIX — начала XX века. Вместе с лежащим поблизости Центральным водосборным заповедником он является местом обитания для более 840 видов цветковых растений и около 500 видов представителей фауны. Сейчас заповедник является крупнейшем участком девственного дождевого леса, оставшегося в Сингапуре.
Заповедник официально вошёл в список Паркового наследия АСЕАН 18 октября 2011 года.

## Этимология
Заповедник назван по наименованию холма, на склонах которого он и располагается. Букит переводится как «холм» с малайского языка, Тимах же означает «олово», хотя никаких месторождений этого металла на холме не было найдено. Холм использовался, как гранитный карьер многие годы, но с середины 1900-х годов все работы были прекращены и он стал использоваться как место отдыха, и даже место киносъёмок.

## История
В 1882 году Натаниэль Кэнтли, в будущем суперинтендант Сингапурского ботанического сада, был направлен правительством Стрейтс Сетлментс подготовить доклад о состоянии лесов в Стрейтс Сетлментс. Согласно рекомендациям Кэнтли в течение следующих нескольких годов было создано несколько лесных заповедников. Букит-Тимах был одним из первых, будучи основанным в 1883 году.
Леса активно вырубались в Сингапуре для выработки древесины за исключением заповедника Букит-Тимах. К 1937 году лесные заппасы Сингапура были сильно истощены под воздействием экономических нужд. Однако 3 территории, в том числе и Букит-Тимах, попали под покровительство Сингапурского ботанического сада для защиты своих флоры и фауны.
После обретения независимости Сингапуром принимались дополнительные правительственные указы и распоряжения, поддерживающие и защищающие заповедные зоны в стране, в том числе и заповедник Букит-Тимах.